# Torshovteatret

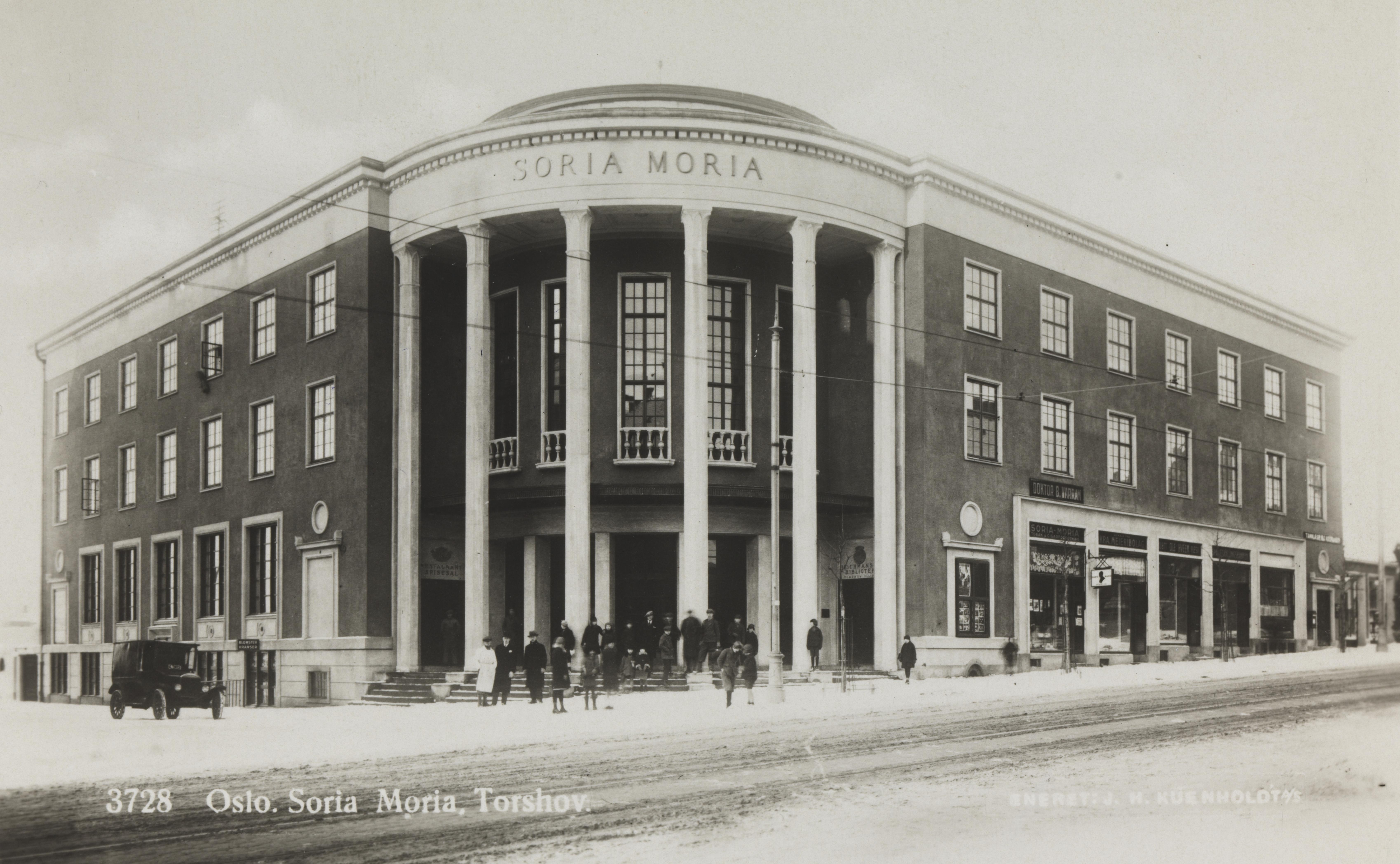
Oude foto van de bioscoop

Het Torshovteatret is een theatergebouw in de Noorse hoofdstad Oslo.

## Geschiedenis
Het Torshovteatret werd in 1977 opgericht als toneelgroep onder de naam Teatret på Torshov en maakt deel uit van het Nationaltheatret, met een eigen theater en een eigen artistieke leiding. Het theater is onderdeel van het Soria Moria-komplekset op Vogts gate 64 in het stadsdeel Torshov in Oslo.
Het gebouw werd in 1928 door architect Thorvald Astrup opgetrokken. De theaterzaal telt 1012 zitplaatsen. Het gebouw bevatte oorspronkelijk een deel van de openbare bibliotheek van Oslo maar sinds 1977 wordt de bibliotheeksectie gebruikt als theaterpodium. De Soria Moria-bioscoop werd in 2008 gesloten na 80 jaar activiteit.
Sinds 2006 zijn Jon Øigarden en Trond Espen Seim de artistieke leiders van het theater.